# Správní obvod obce s rozšířenou působností Milevsko
Správní obvod obce s rozšířenou působností Milevsko je jedním ze dvou správních obvodů rozšířené působnosti obcí v okrese Písek v Jihočeském kraji. Zahrnuje město Milevsko, městyse Bernartice a Sepekov a dalších 23 obcí. Město Milevsko je zároveň obcí s pověřeným úřadem, správní obvod obce s pověřeným úřadem je shodný se správním obvodem obce s rozšířenou působností.

## Seznam obcí
Poznámka: Města jsou vyznačena tučně, městyse kurzívou.
- Bernartice
- Borovany
- Božetice
- Branice
- Hrazany
- Hrejkovice
- Chyšky
- Jetětice
- Jickovice
- Kostelec nad Vltavou
- Kovářov
- Křižanov
- Kučeř
- Květov
- Milevsko
- Okrouhlá
- Osek
- Přeborov
- Přeštěnice
- Sepekov
- Stehlovice
- Veselíčko
- Vlksice
- Zbelítov
- Zběšičky
- Zhoř

## Obyvatelstvo
| Rok  | Obyv.  | ± %    |
| ---- | ------ | ------ |
| 1869 | 27 760 | —      |
| 1880 | 26 914 | −3 %   |
| 1890 | 26 111 | −3 %   |
| 1900 | 24 929 | −4,5 % |
| 1910 | 24 880 | −0,2 % |

| Rok  | Obyv.  | ± %     |
| ---- | ------ | ------- |
| 1921 | 24 846 | −0,1 %  |
| 1930 | 23 307 | −6,2 %  |
| 1950 | 18 679 | −19,9 % |
| 1961 | 20 231 | +8,3 %  |
| 1970 | 20 492 | +1,3 %  |

| Rok  | Obyv.  | ± %    |
| ---- | ------ | ------ |
| 1980 | 20 742 | +1,2 % |
| 1991 | 20 062 | −3,3 % |
| 2001 | 19 275 | −3,9 % |
| 2011 | 18 342 | −4,8 % |
| 2021 | 17 554 | −4,3 % |